# Carrara, Nevada

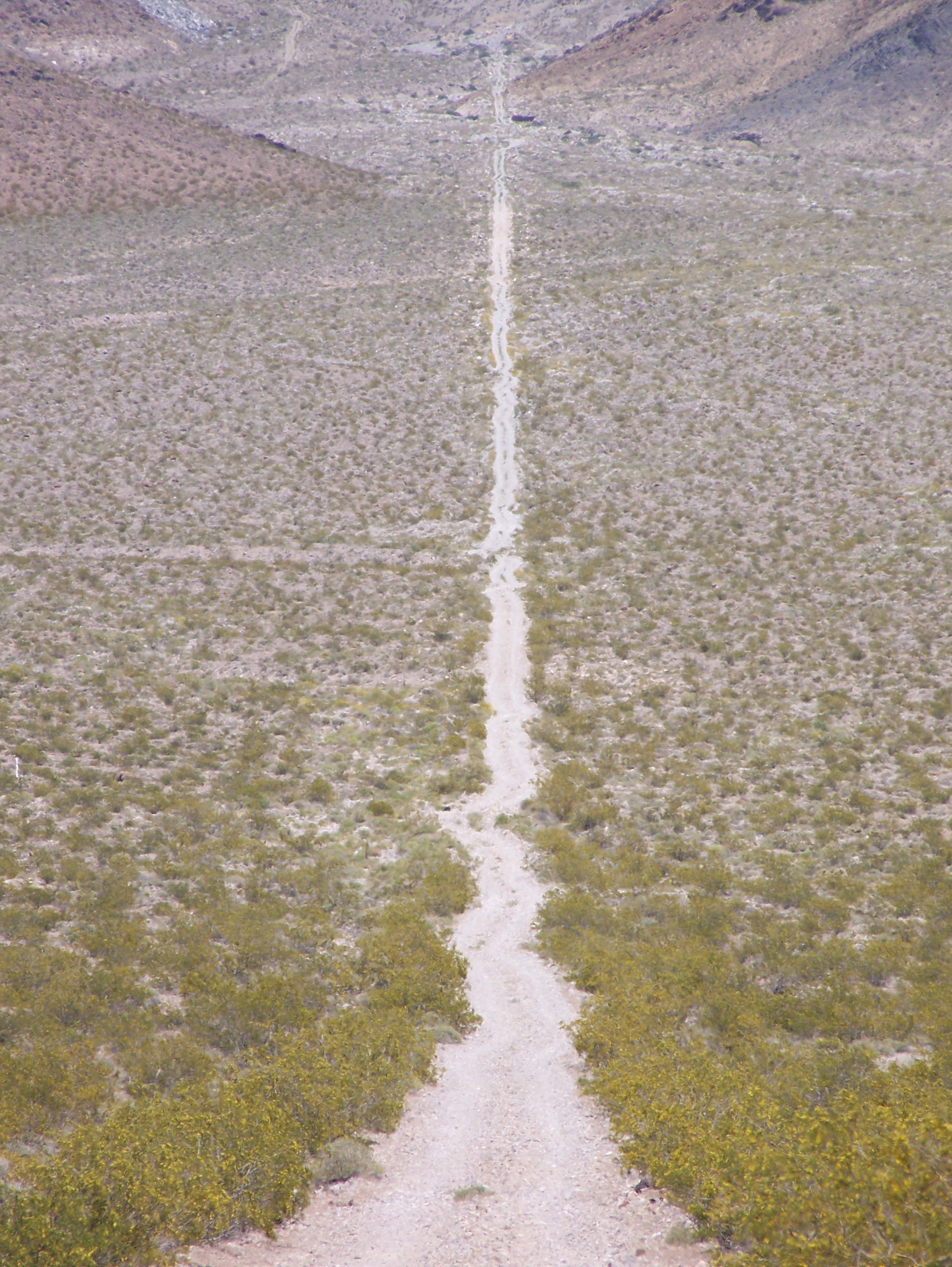
Hình ảnh một phần của thị trấn

Carrara là một thị trấn ma ở Hạt Nye, Nevada. Townsite nằm ở sa mạc Amargosa tiếp giáp với đường US Route 95 khoảng 8,5 dặm về phía đông nam của Beatty. Tuyến đường Tonopah và Tidewater Railroad cũ cách khoảng nửa dặm về phía tây nam. Một con đường cũ, trước đây là một con đường sắt, chạy thẳng khoảng 3 dặm về phía đông bắc lên Carrara Canyon trên sườn phía đông nam của dãy núi Bare đến một mỏ đá cẩm thạch cũ. Mỏ đá cao hơn khoảng 1400 feet so với khu vực thị trấn. 
Một bưu điện được xây dựng và thành lập tại thị trấn Carrara vào năm 1913 và vẫn hoạt động cho đến năm 1924. Thị trấn này được đặt tên theo viên đá cẩm thạch Carrara. 